# Біггекерке
Біггекерке (нід. Biggekerke) — село в нідерландській провінції Зеландія. Входить до муніципалітету Вере.
Його площа — 21,34 км², а населення станом на 2021 рік становило 1550 осіб.
Перша згадка про населений пункт датується 1231 роком.
До 1966 року мало статус окремого муніципалітету.

## Галерея

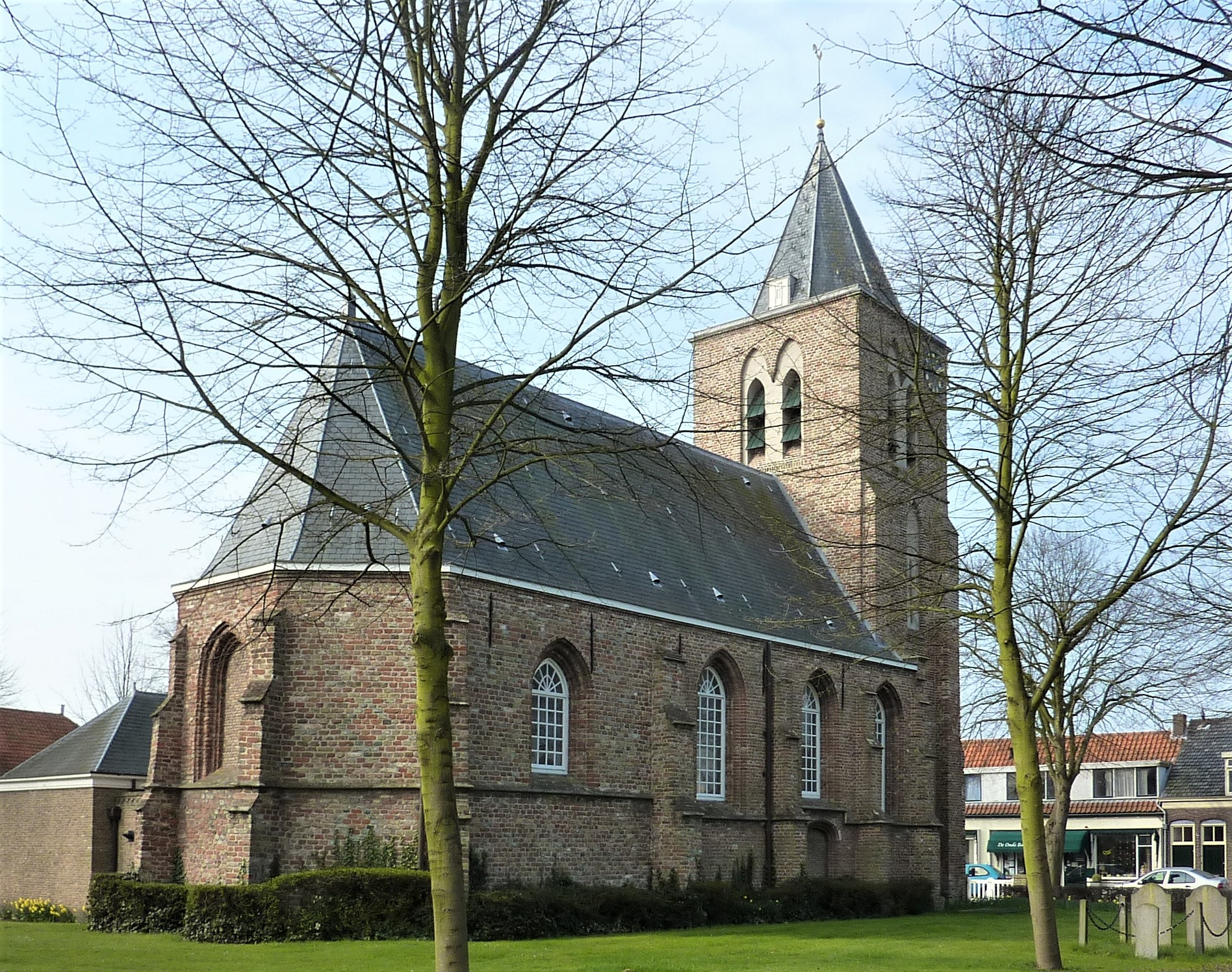
Реформістська церква
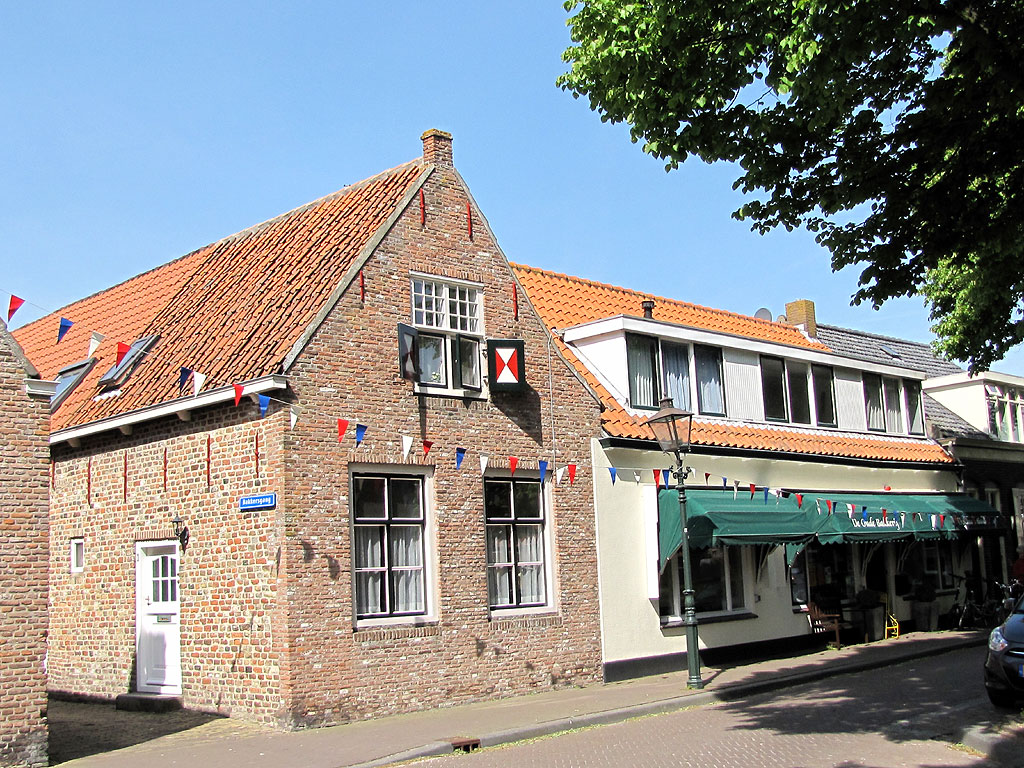
Сільська забудова
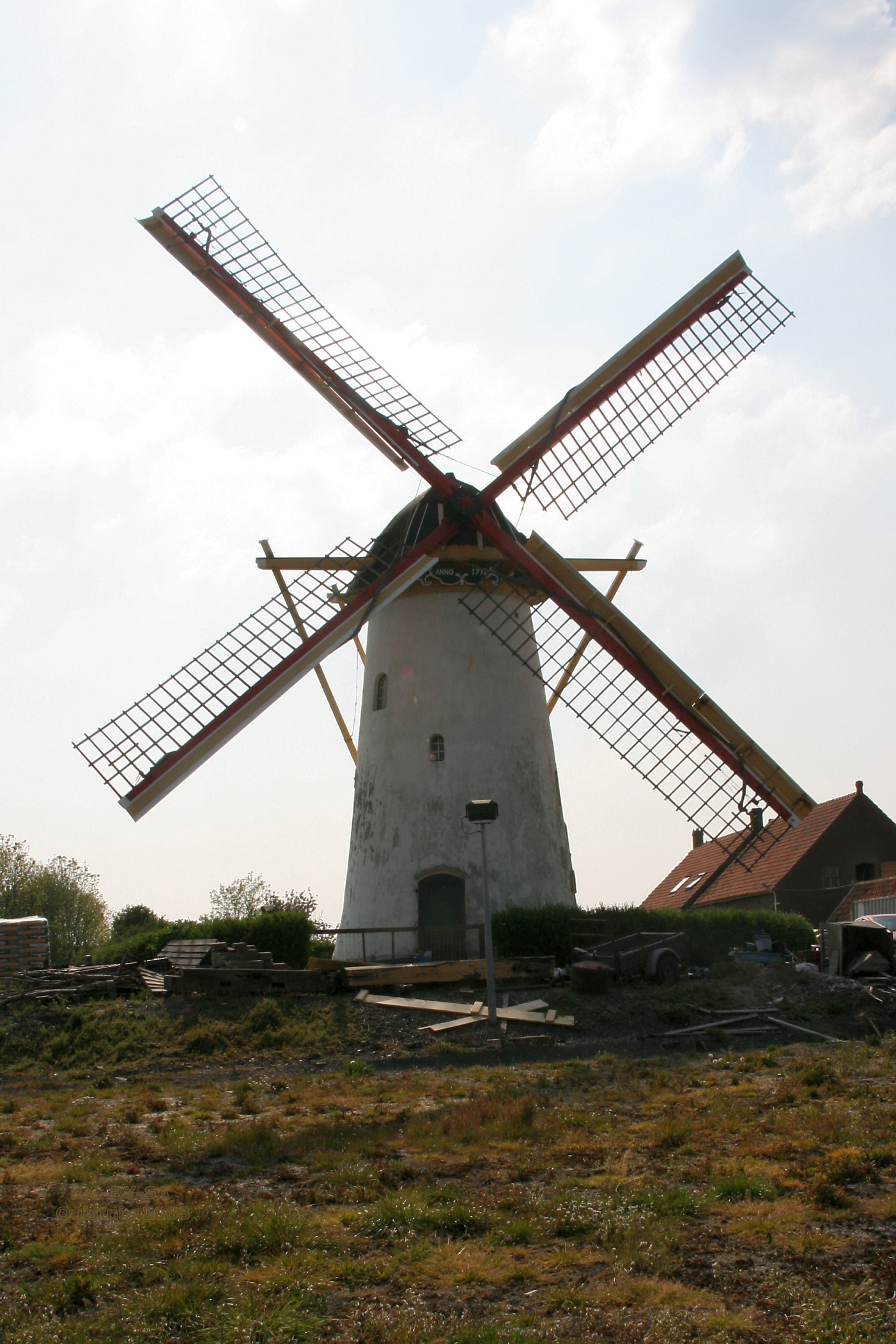
Вітряк Brassers
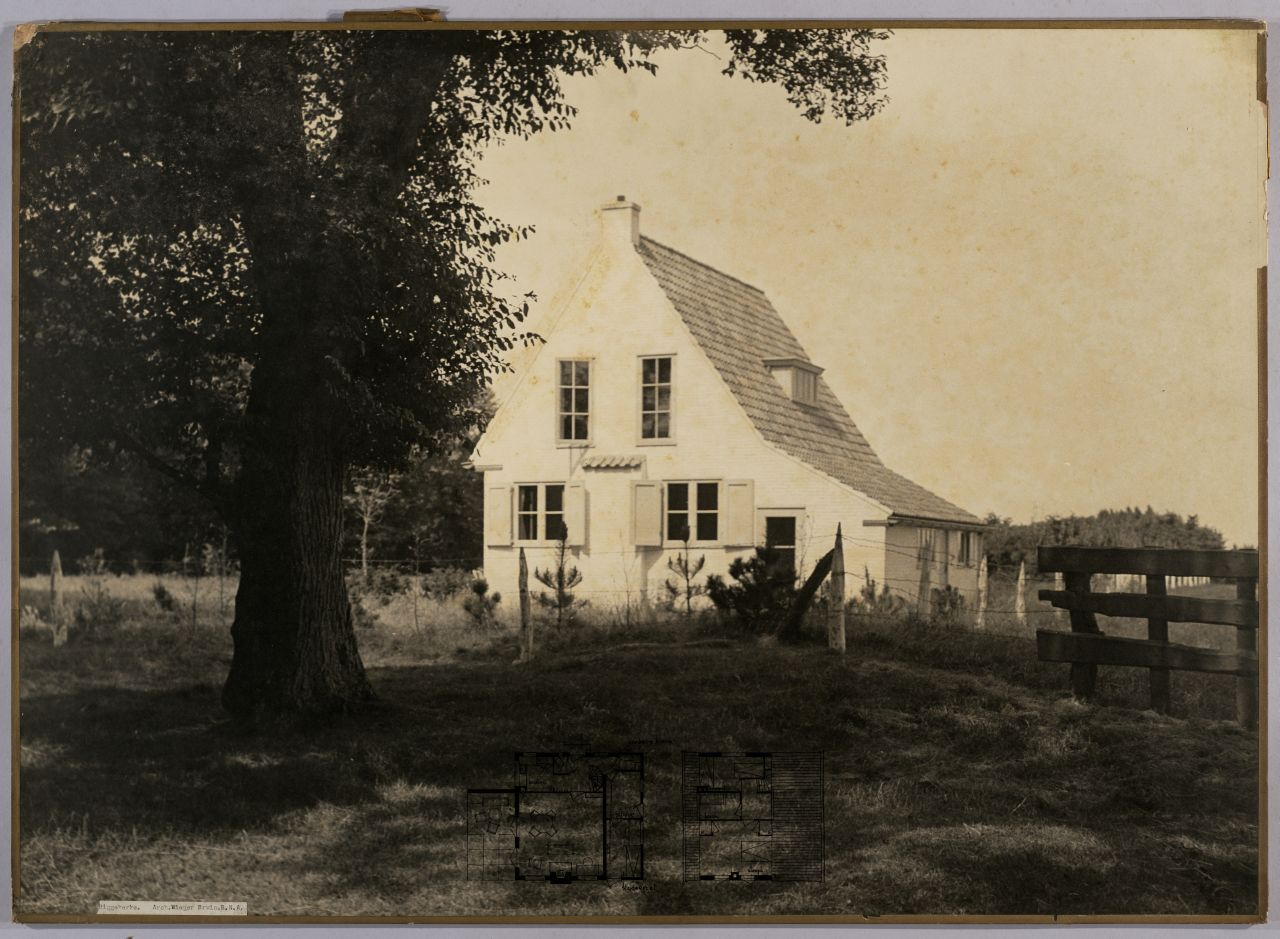
Сільський будинок (початок 20-го сторіччя)